# Francesca Marzano d'Aragona
Francesca Marzano d'Aragona fue una noble napolitana y segunda esposa de Leonardo III Tocco, déspota de Epiro y conde palatino de Cefalonia y Zacinto.

## Biografía
Francesca era hija de Marino Marzano, príncipe de Rossano, y de Leonor, hija ilegítima del rey Alfonso V de Aragón y I de Nápoles. En 1477, se convirtió en la segunda esposa de Leonardo III Tocco, déspota de Epiro y conde palatino de Cefalonia y Zacinto.
El matrimonio tenía como fin la obtención del apoyo napolitano después de que la República de Venecia retirara su protección a Leonardo III contra la amenaza del Imperio otomano. Sin embargo, los otomanos invadieron sus posesiones en 1479. Francesca tuvo que huir con su esposo y su familia, y se establecieron en el Reino de Nápoles. Leonardo III sopesaría el resto de su vida en cómo recuperar sus dominios perdidos, aunque ningún plan se llevó a cabo. No se menciona si Francesca sobrevivió a su cónyuge o sí murió antes.

## Descendencia
Con Leonardo III, llegó a tener dos hijos y tres hijas:
- Ferdinando o Ferrante Tocco (después de 1480-23 de diciembre de 1525), hijo que también sirvió a Maximiliano I de Alemania, luego se convirtió en soldado y diplomático al servicio de España,[9] por ejemplo, cuando se le menciona en la corte de Enrique VII de Inglaterra en 1506.[10]
- Raimondina, Raimonda o Ramusia Tocco (después de 1480-después de 1519), hija que vivió en Venecia y más tarde en Roma. Se casó con Maria Pico, un noble italiano.[11]
- Eleonora Tocco (después de 1480-¿?), hija que vivió en Venecia y se hizo monja.[12]
- Pietro Tocco (después de 1480-¿?), hijo que murió en la infancia.[12]
- Ippolita Tocco (después de 1480-¿?), hija que vivió en Venecia y luego en Roma.[12]